# يو إف سي ليلة القتال: رودريغيز ضد ليموس
يو إف سي ليلة القتال: رودريغيز ضد ليموس (بالإنجليزية: UFC Fight Night: Rodriguez vs. Lemos)‏ هو حدث لفنون القتال المختلطة نظمته يو إف سي، أُقيم في 5 نوفمبر 2022، على يو إف سي أبيكس في إنتربرايز، يفادا، جزء من منطقة لاس فيغاس الحضرية، الولايات المتحدة.